# Seo Yi-ra
Seo Yi-ra (ou Seo Yi Ra), né le 31 octobre 1992 à Séoul, est un patineur de vitesse sur piste courte sud-coréen.

## Biographie
Il commence le short-track lors d'un cours d'école en 2002, et apprécie le sport, qu'il décide de continuer après le cycle d'éducation physique dédié. Ses modèles sont ses aînés coréens Viktor Ahn et Kwak Yoon-gy.

## Carrière

### Jeux olympiques de Pyeongchang
En 2017, il est premier du classement général du Championnat du monde de patinage de vitesse sur piste courte.
Le circuit de Coupe du monde de patinage de vitesse sur piste courte 2017-2018 sert de qualifications aux épreuves de patinage de vitesse sur piste courte aux Jeux olympiques de 2018. À la première manche de la saison, il arrive 4e au 1500 mètres. À la deuxième manche, à Dordrecht, il arrive troisième au 1000 mètres en raison d'une faute de Semen Elistratov et sixième au 500 mètres. À Shanghai, il prend la médaille d'argent du 500 mètres derrière Wu Dajing et devant Kim Do-kyoum. Il arrive aussi quatrième du 1500 mètres. Sur trois des quatre manches de la Coupe du monde, l'équipe de relais, dont il fait partie avec Se Yeong-park, Kim Do-kyoum et Kwak Yoon-gy, reçoit une médaille.
Il remporte la médaille de bronze du 1 000 m hommes aux Jeux olympiques de 2018.